# Scolasticat jésuite
Un scolasticat est une maison ou résidence où vit une large communauté de jésuites en cours de formation spirituelle ou intellectuelle. Ces maisons, qui peuvent être de simples résidences d’étudiants jésuites (lesquels sont appelés « scolastiques ») ou également centres de formation académique, ont des structures de vie religieuse et communautaire adaptées au stade de la formation. 
Le nombre de vocations étant en forte diminution en Europe, beaucoup des grands scolasticats y ont disparu. Par contre, pour des raisons inverses (augmentation des vocations), leur nombre augmente dans les pays de l’hémisphère sud (Afrique, Asie et Amérique latine).

## Étapes de la formation
Chaque stade de la formation jésuite a, lorsque le nombre de scolastiques le permet, son scolasticat correspondant.  Traditionnellement la formation suit les étapes suivantes : 
1. Après son entrée dans la Compagnie de Jésus, le candidat, qui devient ‘novice’ passe deux ans de formation spirituelle préliminaire dans un noviciat. À la fin de ces deux années il prononce ses premiers vœux de religion : pauvreté, chasteté et obéissance.
2. La troisième année de vie religieuse se passe au juvénat. Le juvéniste y reçoit une formation en ‘humanités’, études des langues classiques et modernes, avec apprentissage de l’auto-expression orale et écrite.
3. Les études de philosophie se font au philosophat.
4. La période de ‘régendat’ (d'un à trois ans) se fait dans une communauté ordinaire où le scolastique fait l’expérience du service apostolique, dans un collège ou une autre œuvre apostolique de la Compagnie de Jésus.
5. Durant les études universitaires qui suivent le scolastique réside dans un ‘scolasticat’ (établi si le nombre de scolastiques est suffisant).
6. Les quatre années d’études de théologie préparatoires au sacerdoce se passent dans un ‘théologat’. À la suite de la loi de séparation des Églises et de l'État (1905), les scolasticats français durent s'exiler hors des frontières, notamment à Jersey, à Hastings ou au théologat d’Enghien (Belgique), puis ils furent autorisés à revenir en France.
7. La dernière période de formation est le Troisième An, une récapitulation spirituelle (avec une nouvelle expérience des 'Exercices Spirituels') et intégration en profondeur des acquis intellectuels, spirituels et pastoraux. Il dure de 6 à 10 mois et prépare à la profession religieuse définitive qui aura lieu une année ou deux plus tard.

## Scolasticats en France

### Anciens
- Le philosophat de Chantilly, devenu aujourd'hui le campus de séminaires et congrès Serge Kampf Les Fontaines de Cap Gemini.

- Le théologat de Fourvière (Lyon) : il a été l'un des lieux d'enseignement de la Nouvelle Théologie avant Vatican II. Le site est devenu le Conservatoire à rayonnement régional de Lyon.

Ils ont fusionné en 1974.

### Actuel
- Le centre Sèvres, à Paris, est l'actuel scolasticat jésuite pour la province de France, issu de la fusion de ceux de Chantilly et Fourvière.